# Kasteel Turku
Kasteel Turku (Fins: Turun linna; Zweeds: Åbo Slott) is een kasteel aan de rivier de Aura in Turku (Finland). Het is het grootste nog intact zijnde middeleeuwse gebouw in Finland.

## Geschiedenis
De bouw van het kasteel begon in 1280, waarna het werd gebruikt als administratief centrum voor Österland. In de eeuwen daarna werden veel uitbreidingen aan het kasteel aangebracht. De grootste en tevens laatste werd uitgevoerd in 16e eeuw onder de Zweedse koning Gustaaf Wasa. In 1597 werd het kasteel verdedigd door Ebba Stenbock tegen Karel IX van Zweden. Tijdens een bezoek van koning Gustaaf II Adolf van Zweden in 1614 bracht een brand grote schade aan in het kasteel. 
Na de Finse oorlog werd het kasteel een tijdje gebruikt door het Russische leger en daarna vervolgens door Rusland overgedragen aan de autoriteiten van het toen semi-autonome Finland. Vanaf 1881 werd het kasteel gebruikt voor de presentatie van het Historisch Museum van Turku. Een grote restauratie die gepland was werd gestaakt vanwege de Winteroorlog en de Vervolgoorlog. In 1941, tijdens de Vervolgoorlog, werd het kasteel ernstig beschadigd door een gedropte brandbom. 
Na de oorlogen werd de renovatie vervolgd; deze was in 1987 klaar. In 1993 overhandigde de regering het beheer van het kasteel aan de stad Turku, die het sindsdien in gebruik heeft als museum.